# Tiémoué Bakayoko
Tiémoué Bakayoko (Parijs, 17 augustus 1994) is een Frans voetballer van Ivoriaanse afkomst die doorgaans als defensieve middenvelder speelt. Hij tekende in juli 2017 een vijfjarig contract bij Chelsea, dat circa €45.000.000,- voor hem betaalde aan AS Monaco. Bakayoko debuteerde in maart 2017 in het Frans voetbalelftal.

## Carrière

### Stade Rennais
Bakayoko komt uit de jeugdopleiding van Stade Rennais. Hij debuteerde op 24 augustus 2013 in de Ligue 1, tegen Évian Thonon Gaillard. Die wedstrijd werd met 2-1 gewonnen. Het eerste doelpunt van Bakayoko voor een professionele club scoorde hij op 16 oktober 2013 tegen Toulouse FC. Hij scoorde de 0-2 in een wedstrijd die 0-5 als eindstand had. Het zou zijn enige doelpunt van het seizoen zijn in 28 wedstrijden. Met Stade Rennais eindigde hij twaalfde in de competitie, kwam hij tot de achtste finales van de Coupe de la Ligue en haalde hij de finale van de Coupe de France.

### AS Monaco
Bakayoko tekende in juli 2014 een contract bij AS Monaco voor 8 miljoen euro. Hij maakte op 10 augustus 2014 zijn debuut voor die club in een 2-1 verloren wedstrijd tegen FC Lorient. Hij scoorde het eerste seizoen niet voor de Franse club, wel kreeg hij in de uitwedstrijd tegen AS Saint-Étienne een rode kaart na twee gele kaarten. Op 26 november 2014 maakte de Fransman zijn Europese debuut in een Champions League-wedstrijd tegen Bayer 04 Leverkusen. Die wedstrijd eindigde met een 1-0 eindstand in het voordeel van de Monegasken. AS Monaco eindigde dat seizoen als derde in de competitie, haalde de halve finale van de Coupe de la Ligue en kwam tot de kwartfinales in de Coupe de France. In de Champions League werd de kwartfinale gehaald, waar ze werden uitgeschakeld door Juventus.
In het seizoen 2015/16 scoorde Bakayoko zijn eerste doelpunt voor AS Monaco. In de thuiswedstrijd tegen OGC Nice in de competitie scoorde hij het enige doelpunt van de wedstrijd en tegen FC Sochaux in de Coupe de France. Hij speelde 23 wedstrijden dat seizoen. In de Ligue 1 eindigde AS Monaco als derde, in zowel de Coupe de la Ligue als de Coupe de France strandde ze in de 1/16 finale en in Europa kwamen ze niet verder dan de groepsfase van de UEFA Europa League.
Het seizoen 2016/17 was misschien wel het meest succesvolle seizoen van Bakayoko en AS Monaco. Ze wonnen de Franse competitie en Bakayoko hielp daarbij met 32 wedstrijden en 2 goals. Die 2 goals scoorde hij in de thuiswedstrijden tegen Olympique Lyonnais en SM Caen. In de Coupe de France haalde Monaco de halve finale en in de Coupe de la League waren ze finalist. Ook maakten ze veel indruk in de Champions League waar ze o.a. Tottenham Hotspur, Manchester City en Borussia Dortmund uitschakelde om tot de halve finale te komen.

### Chelsea
Het seizoen 2016/17 maakte ook veel indruk op Chelsea, waar Bakayoko in juli 2017 voor tekende (40 miljoen euro). Hij maakte zijn debuut voor de Londense club op 20 augustus 2017 tegen Tottenham Hotspur, een wedstrijd die met 2-1 werd gewonnen door 'The Blues'. Het eerste doelpunt van hem voor die club werd gescoord op 12 september 2017 in de Champions League-wedstrijd tegen FK Qarabağ. Zijn eerste doelpunt in de Premier League scoorde hij op 14 oktober van dat jaar tegen Crystal Palace. Zijn derde doelpunt voor Chelsea scoorde hij op 12 december tegen Huddersfield Town. Echter lukte het de Fransman niet om door te breken, opvallend was zijn 2 gele kaarten binnen een half uur tegen Watford. Chelsea werd in de Champions League in de achtste finale uitgeschakeld en eindigde op de vijfde plaats in de Premier League. Wel zaten ze bij de laatste vier in de EFL Cup en wonnen ze de FA Cup.

### Verhuurperiodes
Na een seizoen bij Chelsea, werd Bakayoko een seizoen verhuurd aan AC Milan met een optie om hem te verkopen. Hij maakte zijn debuut voor de Italiaanse club op 25 augustus, in de competitiewedstrijd tegen Napoli. Hij kwam in minuut 58 invallen voor Lucas Biglia. Zijn basisdebuut maakte hij in een Europa League-wedstrijd tegen F91 Dudelange. Een seizoen later werd Bakayoko verhuurd aan zijn oude ploeg AS Monaco, met optie tot koop. Hoewel Bakayoko veel speelde werd de afkoopsom van 42,5 miljoen euro te hoog bevonden en niet belicht door Monaco. Daarop werd Bakayoko voor het seizoen 2020/21 verhuurd aan SSC Napoli.

## Clubstatistieken
| Seizoen     | Club         | Competitie     | Competitie | Competitie | Beker | Beker | Europees | Europees | Totaal | Totaal |
| Seizoen     | Club         | Competitie     | Wed.       | Dlp.       | Wed.  | Dlp.  | Wed.     | Dlp.     | Wed.   | Dlp.   |
| ----------- | ------------ | -------------- | ---------- | ---------- | ----- | ----- | -------- | -------- | ------ | ------ |
| 2013/14     | Stade Rennes | Ligue 1        | 24         | 1          | 4     | 0     | —        | —        | 28     | 1      |
| Club Totaal | Club Totaal  | Club Totaal    | 24         | 1          | 4     | 0     | 0        | 0        | 28     | 1      |
| 2014/15     | AS Monaco    | Ligue 1        | 12         | 0          | 3     | 0     | 3        | 0        | 18     | 0      |
| 2015/16     | AS Monaco    | Ligue 1        | 19         | 1          | 3     | 1     | 1        | 0        | 23     | 2      |
| 2016/17     | AS Monaco    | Ligue 1        | 32         | 2          | 5     | 0     | 14       | 1        | 51     | 3      |
| Club Totaal | Club Totaal  | Club Totaal    | 63         | 3          | 11    | 1     | 18       | 1        | 92     | 5      |
| 2017/18     | Chelsea      | Premier League | 29         | 2          | 9     | 0     | 5        | 1        | 43     | 3      |
| Club Totaal | Club Totaal  | Club Totaal    | 29         | 2          | 9     | 0     | 5        | 1        | 43     | 3      |
| 2018/19     | → AC Milan   | Serie A        | 31         | 1          | 5     | 0     | 6        | 0        | 42     | 1      |
| Club Totaal | Club Totaal  | Club Totaal    | 31         | 1          | 5     | 0     | 6        | 0        | 42     | 1      |
| 2019/20     | → AS Monaco  | Ligue 1        | 20         | 1          | 3     | 0     | —        | —        | 23     | 1      |
| Club Totaal | Club Totaal  | Club Totaal    | 83         | 4          | 14    | 1     | 18       | 1        | 115    | 6      |
| 2020/21     | → Napoli     | Serie A        | 32         | 2          | 5     | 0     | 7        | 0        | 44     | 2      |
| Club Totaal | Club Totaal  | Club Totaal    | 32         | 2          | 5     | 0     | 7        | 0        | 44     | 2      |
| 2021/22     | → AC Milan   | Serie A        | 7          | 0          | 0     | 0     | 2        | 0        | 9      | 0      |
| Club Totaal | Club Totaal  | Club Totaal    | 38         | 1          | 5     | 0     | 8        | 0        | 51     | 1      |
| TOTAAL      | TOTAAL       | TOTAAL         | 206        | 10         | 37    | 1     | 38       | 2        | 281    | 13     |

## Interlandcarrière
Bakayoko maakte op 28 maart 2017 zijn debuut in het Frans voetbalelftal. Hij viel die dag in de 46e minuut in voor Adrien Rabiot tijdens een met 0–2 verloren oefeninterland thuis tegen Spanje.

## Erelijst
| Competitie       | Aantal    | Jaren     |           |           |
| AS Monaco        | AS Monaco | AS Monaco | AS Monaco | AS Monaco |
| ---------------- | --------- | --------- | --------- | --------- |
| Kampioen Ligue 1 | 1x        | 2016/17   |           |           |
| Chelsea          |           |           |           |           |
| FA Cup           | 1x        | 2017/18   |           |           |
| AC Milan         |           |           |           |           |
| Kampioen Serie A | 1x        | 2021/22   |           |           |

2 Calabria  ·
4 Bennacer ·
7 Giménez ·
8 Loftus-Cheek ·
9 Jović ·
10 Leão ·
11 Pulisic ·
14 Reijnders ·
16 Maignan ·
17 Okafor ·
18 Zeroli ·
19 Hernández ·
20 Jiménez ·
21 Chukwueze ·
22 Emerson ·
23 Tomori ·
24 Florenzi ·
28 Thiaw ·
29 Fofana ·
31 Pavlović ·
42 Terracciano ·
46 Gabbia ·
57 Sportiello ·
80 Musah ·
90 Abraham ·
96 Torriani ·
Coach: Fonseca
· Assistent-coach: Ferreira